# WTA Finals
WTA Finals, tidigare WTA Tour Championships, är en tennisturnering för kvinnliga professionella tennisspelare som sedan 1972 hålls årligen i slutet av säsongen mellan de på WTA-touren åtta högst rankade singelspelarna och de åtta högst rankade dubbelparen. 11 maj 2006 presenterades det nya officiella turneringsnamnet Sony Ericsson Championships vid en presskonferens i Madrid, där 2006 års turnering skall spelas under mottot Iguales, vilket avser att fästa uppmärksamhet på strävan att uppnå fullständig jämställdhet mellan kvinnor och män, inte bara inom idrotten utan inom livets alla områden. Namnet fanns till och med 2010.

## Historik
Turneringen spelades första gången 1972 i Boca Raton, Florida. Under de första femton åren, till och med 1986, hölls turneringen i mars månad. Efter ändrad indelning av WTA-säsongen flyttades tävlingen därefter till november som avslutning på spelsäsongen, varvid två turneringar spelades 1986. Åren 1979-2000 spelades turneringen i Madison Square Garden i New York. År 2001 spelades den i Tyskland och därefter till och med 2005 i Los Angeles, Kalifornien. 2006 och 2007 spelades turneringen i Madrid. 
Ursprungligen (1972–1994) kallades turneringen Virginia Slims Championships. 
The WTA Tour Championship anses vara den mest prestigefyllda turneringen på WTA-touren efter de fyra Grand Slam-turneringarna.

## Resultatlista

### Singel
| År       | Segrare             | Finalmotståndare ("Runner-up") | Setsiffror              |
| 1972     | Chris Evert         | Kerry Reid                     | 7-5, 6-4                |
| 1973     | Chris Evert         | Nancy Richey                   | 6-3, 6-3                |
| 1974     | Evonne Goolagong    | Chris Evert                    | 6-3, 6-4                |
| 1975     | Chris Evert         | Martina Navratilova            | 6-4, 6-2                |
| 1976     | Evonne Goolagong    | Chris Evert                    | 6-3, 5-7, 6-3           |
| 1977     | Chris Evert         | Sue Barker                     | 2-6, 6-1, 6-1           |
| 1978     | Martina Navratilova | Evonne Goolagong               | 7-6, 6-4                |
| 1979     | Martina Navratilova | Tracy Austin                   | 6-3, 3-6, 6-2           |
| 1980     | Tracy Austin        | Martina Navratilova            | 6-2, 2-6, 6-2           |
| 1981     | Martina Navratilova | Andrea Jaeger                  | 6-3, 7-6                |
| 1982     | Sylvia Hanika       | Martina Navratilova            | 1-6, 6-3, 6-4           |
| 1983     | Martina Navratilova | Chris Evert                    | 6-2, 6-0                |
| 1984     | Martina Navratilova | Chris Evert                    | 6-3, 7-5, 6-1           |
| 1985     | Martina Navratilova | Helena Suková                  | 6-3, 7-5, 6-4           |
| 1986 (1) | Martina Navratilova | Hana Mandliková                | 6-2, 6-0, 3-6, 6-1      |
| 1986 (2) | Martina Navratilova | Steffi Graf                    | 7-6, 6-3, 6-2           |
| 1987     | Steffi Graf         | Gabriela Sabatini              | 4-6, 6-4, 6-0, 6-4      |
| 1988     | Gabriela Sabatini   | Pam Shriver                    | 7-5, 6-2, 6-2           |
| 1989     | Steffi Graf         | Martina Navratilova            | 6-4, 7-5, 2-6, 6-2      |
| 1990     | Monica Seles        | Gabriela Sabatini              | 6-4, 5-7, 3-6, 6-4, 6-2 |
| 1991     | Monica Seles        | Martina Navratilova            | 6-4, 3-6, 7-5, 6-0      |
| 1992     | Monica Seles        | Martina Navratilova            | 7-5, 6-3, 6-1           |
| 1993     | Steffi Graf         | Arantxa Sánchez Vicario        | 6-1, 6-4, 3-6, 6-1      |
| 1994     | Gabriela Sabatini   | Lindsay Davenport              | 6-3, 6-2, 6-4           |
| 1995     | Steffi Graf         | Anke Huber                     | 6-1, 2-6, 6-1, 4-6, 6-3 |
| 1996     | Steffi Graf         | Martina Hingis                 | 6-3, 4-6, 6-0, 4-6, 6-0 |
| 1997     | Jana Novotná        | Mary Pierce                    | 7-6, 6-2, 6-3           |
| 1998     | Martina Hingis      | Lindsay Davenport              | 7-5, 6-4, 4-6, 6-2      |
| 1999     | Lindsay Davenport   | Martina Hingis                 | 6-4, 6-2                |
| 2000     | Martina Hingis      | Monica Seles                   | 6-7, 6-4, 6-4           |
| 2001     | Serena Williams     | Lindsay Davenport              | w/o (skada)             |
| 2002     | Kim Clijsters       | Serena Williams                | 7-5, 6-3                |
| 2003     | Kim Clijsters       | Amélie Mauresmo                | 6-2, 6-0                |
| 2004     | Maria Sjarapova     | Serena Williams                | 4-6, 6-2, 6-4           |
| 2005     | Amélie Mauresmo     | Mary Pierce                    | 5-7, 7-6, 6-4           |
| 2006     | Justine Henin       | Amélie Mauresmo                | 6-4, 6-3                |
| 2007     | Justine Henin       | Maria Sjarapova                | 5-7, 7-5, 6-3           |
| 2008     | Venus Williams      | Vera Zvonareva                 | 6-7(5), 6-0, 6-2        |
| 2009     | Serena Williams     |                                |                         |
| 2010     | Kim Clijsters       |                                |                         |
| 2011     | Petra Kvitová       |                                |                         |
| 2012     | Serena Williams     |                                |                         |
| 2013     | Serena Williams     |                                |                         |
| 2014     | Serena Williams     |                                |                         |
| 2015     | Agnieszka Radwańska |                                |                         |
| 2016     | Dominika Cibulková  |                                |                         |
| 2017     | Caroline Wozniacki  |                                |                         |

### Dubbelsegrare
| År       | Segrare                                 |
| 1972     | Inget dubbelspel                        |
| 1973     | Rosie Casals / Margaret Court           |
| 1974     | Rosie Casals / Billie Jean King         |
| 1975     | Margaret Court / Virginia Wade          |
| 1976     | Inget dubbelspel                        |
| 1977     | Martina Navratilova / Betty Stöve       |
| 1978     | Inget dubbelspel                        |
| 1979     | Francoise Durr / Betty Stöve            |
| 1980     | Billie Jean King / Martina Navratilova  |
| 1981     | Martina Navratilova / Pam Shriver       |
| 1982     | Martina Navratilova / Pam Shriver       |
| 1983     | Martina Navratilova / Pam Shriver       |
| 1984     | Martina Navratilova / Pam Shriver       |
| 1985     | Martina Navratilova / Pam Shriver       |
| 1986 (1) | Hana Mandlikova / Wendy Turnbull        |
| 1986 (2) | Martina Navratilova / Pam Shriver       |
| 1987     | Martina Navratilova / Pam Shriver       |
| 1988     | Martina Navratilova / Pam Shriver       |
| 1989     | Martina Navratilova / Pam Shriver       |
| 1990     | Kathy Jordan / Elizabeth Smylie         |
| 1991     | Martina Navratilova / Pam Shriver       |
| 1992     | Arantxa Sánchez Vicario / Helena Suková |
| 1993     | Gigi Fernandez / Natasha Zvereva        |
| 1994     | Gigi Fernandez / Natasha Zvereva        |
| 1995     | Jana Novotná / Arantxa Sánchez Vicario  |
| 1996     | Lindsay Davenport / Mary Joe Fernandez  |
| 1997     | Lindsay Davenport / Jana Novotná        |
| 1998     | Lindsay Davenport / Natasha Zvereva     |
| 1999     | Martina Hingis / Anna Kournikova        |
| 2000     | Martina Hingis / Anna Kournikova        |
| 2001     | Lisa Raymond / Rennae Stubbs            |
| 2002     | Jelena Dementieva / Janette Husarova    |
| 2003     | Virginia Ruano Pascual / Paola Suárez   |
| 2004     | Nadia Petrova / Meghann Shaughnessy     |
| 2005     | Lisa Raymond / Samantha Stosur          |
| 2006     | Lisa Raymond / Samantha Stosur          |
| 2007     | Cara Black / Liezel Huber               |
| 2008     | Cara Black / Liezel Huber               |